# El estudiante mendigo
El estudiante mendigo (título original en alemán, Der Bettelstudent) es una opereta en tres actos con música de Carl Millöcker y libreto en alemán de Richard Genée y F. Zell (seudónimo de Camillo Walzel), basado en Les noces de Fernande de Victorien Sardou y The Lady of Lyons de Edward Bulwer-Lytton. Sin embargo, el libretista añadió el elemento de combinar amor y política a la trama de la comedia francesa. Se estrenó el 6 de diciembre de 1882 en el Theater an der Wien de Viena. Hay una adaptación al cine, El estudiante vagabundo (República Federal de Alemania) dirigida por Werner Jacobs en 1956.
Esta opereta se representa poco; en las estadísticas de Operabase aparece la n.º 171 de las operetas representadas en 2005-2010, siendo la 26.ª en Austria y la primera de Carl Millöcker, con 18 representaciones en el período.

## Personajes
| Personaje                                                     | Tesitura     | Reparto del estreno, 6 de diciembre de 1882 (Director: Carl Millöcker) |
| ------------------------------------------------------------- | ------------ | ---------------------------------------------------------------------- |
| Coronel Ollendorf, comandante de Cracovia                     | bajo         | Felix Schweighofer                                                     |
| Symon Rymanowicz, el estudiante pobre                         | tenor        |                                                                        |
| Jan Janicki, un estudiante                                    | tenor        | Alexander Girardi                                                      |
| Enterich, un carcelero                                        | barítono     | Carl Adolf Friese                                                      |
| Piffke, guardián                                              | tenor        |                                                                        |
| Puffke, guardián                                              | tenor        |                                                                        |
| Richthofen                                                    | tenor        |                                                                        |
| Palmatica, condesa Nowalska                                   | mezzosoprano |                                                                        |
| Laura Nowalska, hija de Palmatica                             | soprano      |                                                                        |
| Bronislava, hija de Palmatica                                 | soprano      |                                                                        |
| Onuphrie, criada de de Palmatica                              | bajo         |                                                                        |
| Conde Bogumil Malachowski, primo de Palmatica                 | bajo         |                                                                        |
| Eva, esposa de Bogumil                                        | mezzosoprano |                                                                        |
| Mayor von Wangenheim                                          | tenor        |                                                                        |
| Teniente von Schweinitz                                       | bajo         |                                                                        |
| Capitán Henrici                                               | bajo         |                                                                        |
| Prisioneros y sus esposas, soldados, invitados a la boda coro |              |                                                                        |

## Argumento
Lugar: Cracovia, Polonia
Época: 1704